# 奈良村正則
奈良村 正則（ならむら まさのり、1854年1月15日〈嘉永6年12月17日〉 - 1932年〈昭和7年〉5月29日）は、日本の武士（旧天童藩士）、弁護士、政治家、会社役員。山形県会議員。山形市会議員。山形弁護士会会長。族籍は山形県士族。
元キャンディーズのメンバーで女優・歌手の伊藤蘭は曽孫、女優の趣里は玄孫である。

## 経歴
山形県士族・奈良村鐵藏の長男。山形法律学舎出身。1871年、家督を相続する。1879年、代言人免許を得る。1894年、第4回衆議院議員総選挙に自由党から立候補、落選する。財団法人羽陽和光会理事、山形自由新聞社取締役、山形共益監査役をつとめる。

## 人物
1884年に有斐堂から出版された『訴訟手続』の編纂人である。七日町に寄留する。住所は山形県山形市旅篭町。

## 家族・親族
奈良村家
- 父・鉄蔵（鐵藏、山形士族[1]、旧天童藩士）
- 妻・キク（1869年 - ?、山形、佐治彌蔵の妹）[1]
- 三女・ハマ（1904年 - ?、伊藤太郎の妻[17]、伊藤蘭の祖母[18]、趣里の曽祖母）
- 娘、息子[1]

伊藤家
- 貞次（広島市長、太郎の父）[17]
  - 同人曽孫（曽孫）・蘭（女優、歌手、元キャンディーズ）

水谷家
- 豊（俳優、歌手、蘭の夫）
  - 同人長女（玄孫）・趣里（女優、歌手）